# Mutassim Gheddafi
Mutassim Gheddafi – in arabo مُعْتَصِمٌ بِٱللهِ ٱلْقَذَّافِيّ‎?, Muʿtaṣim bi-llāh al-Qadhdhāfī – (Tripoli, 18 dicembre 1974 – Sirte, 20 ottobre 2011) è stato un politico e militare libico, ufficiale dell'Esercito libico e Responsabile della Sicurezza Nazionale del Paese dal 2008 fino al 20 ottobre 2011. Era il quinto figlio di Muʿammar Gheddafi, nonché uno dei suoi consiglieri fidati. È stato catturato dalle truppe ribelli durante la battaglia di Sirte e poi sommariamente giustiziato.

## Biografia
Nato da Mu'ammar Gheddafi e Safia Farkash, Mutassim si è occupato soprattutto di riallacciare i rapporti con gli Stati Uniti dopo la fine dell'embargo, dato che dal 1970 nessun diplomatico americano di alto livello aveva fatto visita in Libia. Nel 2007 Mutassim Gheddafi è nominato responsabile della Sicurezza Nazionale e nell'aprile del 2009 è ricevuto dalla Segretaria di Stato statunitense Hillary Clinton a Washington. Nel corso di questo viaggio ha incontrato anche i senatori John McCain e Joe Lieberman, chiedendo assistenza in campo militare per la Libia. Mutassim Gheddafi ha ricevuto dalla principessa Carolina di Monaco il riconoscimento onorifico dell'Association mondiale de l'amis de l'enfance (AMADE).
Lo scoppio della guerra civile libica ha visto Mutassim, colonnello dell'esercito libico, impegnato al fronte contro le forze insurrezionali del Consiglio nazionale di transizione. In particolare, è stato il responsabile delle operazioni militari delle forze lealiste nel corso del lungo assedio di Sirte, la cui tenace resistenza ha stupito anche rappresentanti delle forze Nato. Il 20 ottobre 2011, alla caduta della città, tenta insieme al padre Muʿammar Gheddafi di guadagnare il deserto per continuare la lotta ma entrambi vengono catturati dal CNT: Muʿammar Gheddafi viene linciato sul posto mentre Mutassim viene sommariamente liquidato poco dopo. I loro corpi, nei giorni successivi, vengono mostrati al pubblico nella città di Misurata e poi sepolti in un luogo segreto.

## Vita privata
Per alcuni anni ha avuto una relazione sentimentale con l'attrice italo-statunitense Vanessa Hessler e con l'attrice italiana Francesca Chillemi.